# Dospat (miasto)
Dospat (bułg. Доспат) – miasto w Bułgarii, w obwodzie Smolan, siedziba gminy Dospat. W 2019 roku liczyło 2058 mieszkańców.